# Хентіаменті
Хентіаменті — це божественне ім'я або титул присвоюється богам давнього Єгипту.

## Опис
Ім'ям Хентіаменті звали шакалоголового бога. Можливо цей бог був якось пов'язаний з Анубісом з Абідоса, що стояв на сторожі міста мертвих. Ім'я Хентіаменті означає «Ватажок Заходу», «Глава Заходу» в якому слово «Захід» має прямий стосунок до землі мертвих. Цей бог з'явився в Абідосі, можливо за довго до того, коли відбулося об'єднання Верхнього і Нижнього Єгипту, на початку Стародавнього царства. Вперше це ім'я з'явилося на печатках некрополів фараонів I династії Дена і Каа. У цю ж додинастичну епоху був заснований храм Хентіаменті в Абідосі.
Територія Абідоса також асоціювалася з Осірісом і з Упуаутом, який був богом з головою вовка чи шакала поблизу від міста Асьют (Лікополе). У період Стародавнього царства Хентіаменті асоціювався з Осірісом (див. Уаджет), Інпу (Анубіс) і Упуат. На сьогоднішній день залишається неясним чи було ім'я Хентіаменті ім'ям або титулом окремо взятого божества, або воно завжди було епітетом більш відомих сьогодні богів.